# Александровка (Тосненский район)
Алекса́ндровка — деревня в Трубникоборском сельском поселении Тосненского района Ленинградской области.

## История
Впервые упоминается в Писцовой книге Водской пятины 1500 года, как деревня Заборовье в Ильинском Тигодском погосте Новгородского уезда.

АЛЕКСАНДРОВКА (ЗАБОРОВЬЕ, МАЗИЛОВКА) — деревня Александровского сельского общества, прихода села Коровьего-Ручья.

Дворов крестьянских — 7. Строений — 26, в том числе жилых — 7. 

Число жителей по семейным спискам 1879 г.: 27 м. п., 25 ж. п.; по приходским сведениям 1879 г.: 27 м. п., 20 ж. п.; 

Жители занимаются пилкою дров. (1884 год)

В конце XIX — начале XX века деревня административно относилась к Апраксинской волости 1-го стана 1-го земского участка Новгородского уезда Новгородской губернии.

АЛЕКСАНДРОВКА (МАЗИЛОВКА, ЗАБОРОВЬЕ) — деревня Александровского сельского общества, дворов — 11, жилых домов — 14, число жителей: 37 м. п., 32 ж. п. 

Занятия жителей — выпас телят, лесные заработки, лесной гон. Часовня, хлебозапасный магазин. (1907 год)

Согласно военно-топографической карте Петроградской и Новгородской губерний издания 1917 года деревня называлась Заборовье и состояла из 10 крестьянских дворов. Через деревню протекал ручей Сустинский и впадал в реку Равань.
С 1917 по 1927 год деревня Александровка входила в состав Апраксинской волости Новгородского уезда Новгородской губернии.
С 1927 года в составе Бабинского сельсовета Любанского района.
С 1930 года в составе Тосненского района.
По данным 1933 года деревня Александровка входила в состав Апраксинского сельсовета Тосненского района.

План деревни Александровка. 1937 год

Согласно топографической карте 1937 года деревня насчитывала 11 дворов, в деревне была своя школа.
В 1940 году население деревни Александровка составляло 184 человек.
С 1 сентября 1941 года по 31 января 1944 года деревня находилась в оккупации.
В 1958 году население деревни Александровка составляло 36 человек.
По данным 1966 и 1973 годов деревня Александровка также находилась в составе Апраксинского сельсовета.
По данным 1990 года деревня Александровка находилась в составе Трубникоборского сельсовета.
В 1997 году в деревне Александровка Трубникоборской волости проживали 3 человека, в 2002 году — 4 человека (русские — 50 %).
В 2007 году в деревне Александровка Трубникоборского СП — 2 человека.

## География
Деревня расположена в юго-восточной части района на автодороге 41К-864 (Вороний Остров — Александровка), к западу от центра поселения — деревни Трубников Бор.
Расстояние до административного центра поселения — 10 км.
Расстояние до ближайшей железнодорожной платформы Трубниково — 9 км.
Через деревню протекает река Равань.

## Демография
| 2007 | 2010 | 2017 |
| ---- | ---- | ---- |
| 2    | ↗5   | ↘3   |

## Улицы
Александровская, Заречная.